# MiR-181d
MiR-181d – ген РНК, продукт якого є представником родини miR-181 [3]. Належить до класу мікроРНК. Виявлений у людини. До хвороб, розвиток, яких пов’язаний із функціонуванням MIR181D, включаються немалінова міопатія, ожиріння, певні форми аутизму та деякі форми раку [2], [1].
Закодована на 19 хромосомі на короткому плечі на ділянці 13.12. міРНК транскрибується ферментом РНК-полімеразою II як частина обмежених та поліаденільованих первинних транскриптів (pri-міРНК), які можуть кодувати білок або не кодувати. Первинний транскрипт розщеплюється ферментом Drosha-рибонуклеазою III, утворюючи приблизно 70-амінокислотні попередники міРНК, який далі розщеплюється цитоплазматичною рибонуклеазою Dicer для  утворення зрілої мікроРНК та антисмислової мікроРНК (miRNA*). Зріла мікроРНК вбудовується в РНК-індукований комплекс мовчання (RISC - RNA-induced silencing complex), який розпізнає цільові мРНК через недосконалий контакт основ з мікроРНК і найчастіше призводить до поступального інгібування або дестабілізації цільової мРНК [1, 2].

## Інша назва
MIRN181D або mir-181d.

## Основні функції
Було досліджено, що MiR-181d є одним із ключових факторів розвитку таких видів раку як гліобластома та колоректальний рак. Також виявлено, що знижений рівень продукту гену MiR-181d є показником ожиріння. Крім того, доведено, що регулює дозрівання дендритних клітин людини за рахунок впливу на сигнальний шлях NF-κB [1-4].

## MiR-181d: прогностичний біомаркер гліобластоми, який знижує регуляцію експресії метил-гуанін-метил-трансферази
Проводилися експерименти [5] трансфекції, аналізи білків- переносників люциферази та дослідження спільного осадження. Внаслідок цього було припущено, що MiR-181d безпосередньо взаємодіє з MGMT (метил-гуанін-метил-трансферазою) 3′UTR для регулювання MGMT на посттранскрипційному рівні. На підтвердження цієї гіпотези рівень експресії miR-181d обернено корелював з рівнем транскрипту MGMT у зразках гліобластоми. Крім того, супресивний ефект MiR-181d (далі - TMZ) на експресію MGMT (і відповідну чутливість до препарату темозоломіду, що застосовувався для лікування гліобластоми) може бути результатом зворотнього шляху експресії кДНК MGMT. Нарешті, висока експресія miR-181d (і, отже, нижчий MGMT) була пов'язана з поліпшенням загальної виживаності у трьох незалежних групах із загальною кількістю > 500 пацієнтів з гліобластомою в усіх разом.
З точки зору розглядання MiR-181d як біомаркерів було пропоновано дві нові стратегії їх використання. По-перше, відомо, що кожна мікроРНК може модулювати експресію сотень транскриптів генів. У цьому контексті вважається, що miR-181d регулював інші транскрипти генів (крім MGMT), які сприяли прогностичному чи прогнозному значенню MiR-181d, і було б цікаво виявити такі транскрипти. По-друге, невелика кореляція між MiR-181d та MGMT свідчить про існування інших miRNA, що регулюють MGMT. Ці міРНК, такі як MiR-181d, можуть слугувати прогностичними біомаркерами для відповіді на TMZ [5].

## MiR-181d опосередковане інгібування CRY2 та FBXL3 перепрограмує метаболізм при колоректальному раку
Колоректальний рак є другою основною причиною смертності внаслідок прогресування різних типів ракових захворюваннь. МікроРНК (міРНК) відіграють ключову роль у розвитку різних типів раку, серед  них і колоректального. При дослідженнях ролі представників родини miR-181 було виявлено, що вони критично впливають на ріст пухлини через вплив на  метаболізм, а саме  - на гліколіз [3]. Однак вплив членів сім'ї MiR-181 (включаючи a, b, c, d) на пухлини абсолютно різний. Повідомлялося, що дія  MiR-181a / b була нерегульованою, причому члени родини діяли як онкоген, так і як супресор пухлини, впливаючи на метаболічний зсув.
Щодо miR-181d, то його нокдаун пригнічує проліферацію, міграцію та інвазію клітин колоректального раку, погіршуючи гліколіз. Механічно, MiR-181d стабілізував c-myc шляхом безпосереднього націлювання на 3′-UTR CRY2 (cryptochrome 2) та FBXL3 (F-box/LRR-repeat protein 3), що згодом збільшило споживання глюкози та вироблення лактату. Інгібування c-myc за допомогою siRNA або дрібномолекулярного інгібітора скасовувало онкогенні ефекти miR-181d на ріст і метастазування клітин колоректального раку. Крім того, виявлено, що супресорний комплекс транскрипції c-myc / HDAC3 колокалізується на промоторах CRY2 та FBXL3, епігенетично інгібує їх транскрипцію та індукує їх регуляцію на зниження в клітинах колоректального раку. Крім того, експресія MiR-181d може бути безпосередньо індукована активацією сигналізації c-myc. Ці даніразом вказують на онкогенну роль MiR-181d у CRC шляхом сприяння гліколізу, і петля зворотного зв'язку miR-181d / CRY2 / FBXL3 / c-myc може бути терапевтичною мішенню для пацієнтів із колоректальним раком [3].

## MiR-181d регулює дозрівання дендритних клітин людини за допомогою шляху NF-κB
МікроРНК (міРНК) вважаються клітинними регуляторами, які посттранскрипційно модулюють експресію генів в різних біологічних процесах, включаючи розвиток клітин і імунітет. У описаному дослідженні [4]вивчалися функції miR-181d в дозріванні дендритних клітин (ДК), а також були вивчені лежать в основі механізми. Надекспресія MiR-181d як такої досить, щоб стимулювати дозрівання ДК і підвищувати експресію CD80 і CD83 без LPS. Крім того, показано, що miR-181d активує шлях NF-κB, а також сприяє експресії прозапальних цитокінів IL12 і TNF-α. Інгібування шляху NF-κB пригнічувало дозрівання ДК. Аналіз люціферазного репортера і аналіз нокдауну цільового гена показали, що MiR-181d націлений на регулятор ціліндроматоза (CYLD), первинний негативний регулятор шляху NF-κB. Аналіз MLR показав, що трансфіковані miR-181d ДК можуть сприяти проліферації Т-клітин краще, ніж іДК in vitro.